# Ronde van Polen (mannen)
De Ronde van Polen (Tour de Pologne) is een meerdaagse wielerwedstrijd in Polen. De ronde werd sinds 1928 voor amateurs verreden, sinds de jaren negentig (na de val van het communisme) werd het een wedstrijd voor profs. De wedstrijd kent sinds 1998 ook een editie voor vrouwen.

## Geschiedenis
In 2005 werd de Ronde van Polen toegevoegd aan de UCI ProTour. De ronde had nog niet de status van een grote wedstrijd, maar in het kader van de internationalisering van de wielersport werd ze wel toegevoegd aan deze prestigieuze competitie. Veel fans hadden liever gezien dat in plaats van de Ronde van Polen de Vredeskoers, een Oost-Europese rittenkoers met een veel rijkere geschiedenis, in de ProTour werd opgenomen. Vanaf 2011 behoort hij tot de UCI World Tour. In 2019 overleed Bjorg Lambrecht tijdens een rit.
De leider in het algemeen klassement draagt in deze ronde een gele trui, de leider in het puntenklassement een witte trui, de leider in het bergklassement een paarse trui. Voorheen droeg de leider in het tussensprintklassement een rode trui.

## Meervoudige winnaars
| Overwinningen | Renner               | Jaren            |
| ------------- | -------------------- | ---------------- |
| 3             | Marian Wieckowski    | 1954, 1955, 1956 |
| 3             | Andrzej Mierzejewski | 1982, 1984, 1988 |
| 3             | Dariusz Baranowski   | 1991, 1992, 1993 |
| 2             | Bolesław Napierala   | 1937, 1939       |
| 2             | Wacław Wojcik        | 1948, 1952       |
| 2             | Henryk Kowalski      | 1957, 1961       |
| 2             | Jan Kudra            | 1962, 1968       |
| 2             | Jan Brzeźny          | 1978, 1981       |
| 2             | Ondřej Sosenka       | 2001, 2004       |

## Overwinningen per land
| Overwinningen | Land |
| ------------- | --- |
| 52            | Polen |
| 6             | België |
| 4             | Italië |
| 3             | Rusland |
| 2             | Duitsland, Spanje, Tsjechië                                                                                                 |
| 1             | Frankrijk, Ierland, Luxemburg, Nederland, Portugal, Slovenië, Slowakije, Verenigde Staten, Verenigd Koninkrijk, Zwitserland |

2011 · 2012 · 2013 · 2014 · 2015 · 2016 · 2017 · 2018 · 2019 · 2020 · 2021 · 2022 · 2023 · 2024 · 2025
Tour Down Under · Great Ocean Road Race · Ronde van de Verenigde Arabische Emiraten · Omloop Het Nieuwsblad · Strade Bianche · Parijs-Nice · Tirreno-Adriatico · Milaan-San Remo · Ronde van Catalonië · Classic Brugge-De Panne · E3 Harelbeke · Gent-Wevelgem · Dwars door Vlaanderen · Ronde van Vlaanderen · Ronde van het Baskenland · Parijs-Roubaix · Amstel Gold Race · Waalse Pijl · Luik-Bastenaken-Luik · Ronde van Romandië · Eschborn-Frankfurt · Ronde van Italië · Ronde van Auvergne-Rhône-Alpes · Ronde van Zwitserland · Copenhagen Sprint · Ronde van Frankrijk · Clásica San Sebastián · Ronde van Polen · Cyclassics Hamburg · Renewi Tour · Ronde van Spanje · Bretagne Classic · GP van Québec · GP van Montréal · Ronde van Lombardije · Ronde van Guangxi
Mannen: 1928 · 
1929 · 
1930-1932 · 
1933 · 
1934-1936 · 
1937 · 
1938 · 
1939 · 
1940-1946 · 
1947 · 
1948 · 
1949 · 
1950-1951 · 
1952 · 
1953 · 
1954 · 
1955 · 
1956 · 
1957 · 
1958 · 
1959 · 
1960 · 
1961 · 
1962 · 
1963 · 
1964 · 
1965 · 
1966 · 
1967 · 
1968 · 
1969 · 
1970 · 
1971 · 
1972 · 
1973 · 
1974 · 
1975 · 
1976 · 
1977 · 
1978 · 
1979 · 
1980 · 
1981 · 
1982 · 
1983 · 
1984 · 
1985 · 
1986 · 
1987 · 
1988 · 
1989 · 
1990 · 
1991 · 
1992 · 
1993 · 
1994 · 
1995 · 
1996 · 
1997 · 
1998 · 
1999 · 
2000 · 
2001 · 
2002 · 
2003 · 
2004 · 
2005 · 
2006 · 
2007 · 
2008 · 
2009 ·
2010 ·
2011 ·
2012 ·
2013 ·
2014 ·
2015 ·
2016 ·
2017 ·
2018 ·
2019 ·
2020 · 2021 · 2022 · 2023 · 2024 · 2025
Vrouwen: 1998 · 1999 · 2000 · 2001 · 2002 · 2003 · 2004 · 2005 · 2006 · 2007 · 2008 · 2009-2015 · 2016 · 2017-2023 · 2024 · 2025